# Fokker F.VIII

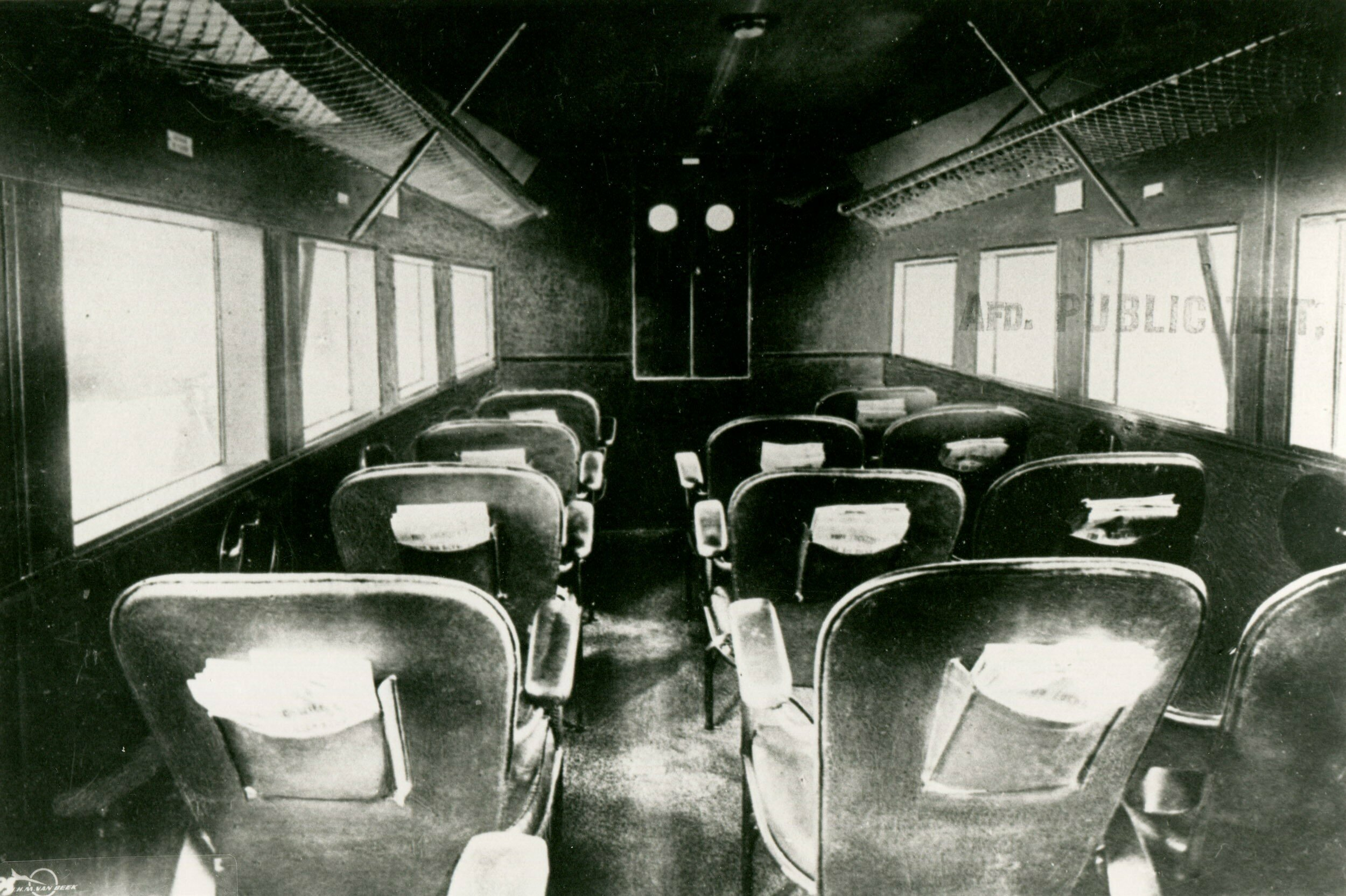
Cabine

De Fokker F.VIII was een door het Nederlandse bedrijf Fokker gebouwd vliegtuig uit de jaren 20 van de 20e eeuw. De F.VIII is ontworpen door Reinhold Platz.
Het vliegtuig was een tweemotorig, tweebladig propellervliegtuig. De hoogdekker was voorzien van houten vleugels. De cabine bestond uit een stalen frame afgedicht met stoffen bekleding en had een capaciteit van 15 passagiers.

## Geschiedenis
De F.VIII is oorspronkelijk ontworpen als een driemotorig toestel. De middelste motor is uiteindelijk bij de bouw weg gelaten omdat Fokker besloot dat motoren inmiddels betrouwbaar genoeg bleken. Door het weglaten van de middelste motor zou in de cabine minder last zijn van geluid, trillingen en benzinegeuren. Bovendien ontstond nu de mogelijkheid om een extra bagageruim te bouwen in de neus; bereikbaar door de voorzijde open te klappen.

De F.VIII maakte haar eerste vlucht op 12 maart 1927. In juni van dat jaar vond de eerste aflevering plaats aan de KLM. Er zijn in totaal 10 stuks gebouwd. 

## Fokker F.VIII bij de KLM
KLM vroeg Anthony Fokker over te gaan tot de bouw van een groter vliegtuig voor de Europese routes. KLM bestelde in totaal 7 F.VIII's maar had er in het begin niet veel geluk mee. Zowel het eerste als het derde toestel werden binnen twee jaar afgeschreven na een crash. Van het eerste toestel brak kort na de start op 22 augustus 1927 een spandraad, die het richtingsroer en het kielvlak meesleurde, waarna het toestel een noodlanding maakte in een groepje bomen bij Sevenoaks. De derde F.VIII maakte op 11 april 1928 een ongelukkige noodlanding bij Nigtevecht na een motorstoring.
KLM gebruikte de overige machines tot in de jaren dertig, toen ze overbodig werden.